# Piłka przetrzymana
Ten artykuł opisuje zagadnienie koszykarskie zgodne z normami FIBA.
Zasady w ligach NBA, NCAA lub innych mogą różnić się od tutaj przedstawionych.

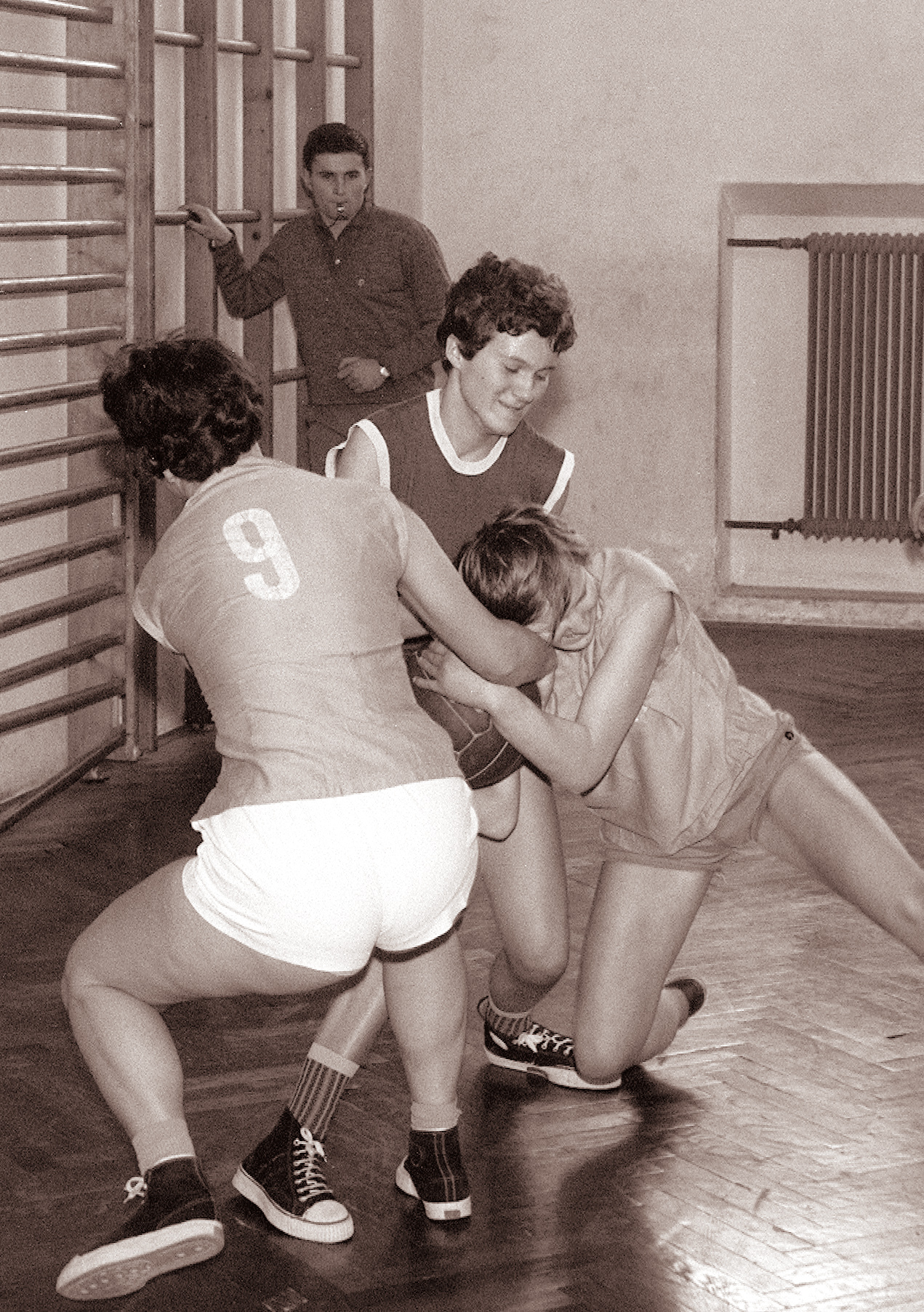
Zawodniczki przetrzymujące piłkę (zdjęcie z 1962 roku)

Piłka przetrzymana – sytuacja, w której co najmniej po jednym zawodniku z obu drużyn trzyma ręce na piłce tak mocno, że żaden z zawodników nie może wejść w posiadanie piłki, nie nadużywając siły.
Orzeczenie przez sędziego piłki przetrzymanej rozwiązywane jest zgodnie z zasadami sytuacji rzutu sędziowskiego.